# Spoorlijn Tinnoset - Hjuksebø
De spoorlijn Tinnoset - Hjuksebø ook wel Tinnosbanen genoemd is een sinds 1991 niet meer in gebruik zijnde Noorse spoorlijn tussen de plaats Tinnoset gelegen in de provincie Telemark en Hjuksebø eveneens in Telemark. Het tracé tussen Notodden en Hjuksebø wordt tegenwoordig als deel van Bratsbergbanen beschouwd.

## Geschiedenis
Het traject Tinnoset - Hjuksebø werd door Norges Statsbaner (NSB) met een spoorwijdte van 1435 mm op 4 december 1916 geopend. De officiële opening vond op 19 februari 1920 plaats. Vanaf 1 juli 1920 maakte de Bratsbergbanen deel uit van de Tinnosbanen.
Het traject maakte deel uit van de volgende keten:
- Rjukanbanen, spoorlijn tussen Rjukan en Mæl, 16 km
- Veerboot tussen Mæl en Tinnoset, 30 km
- Tinnosbanen, spoorlijn tussen Tinnoset en Notodden, 34 km
- Veerboot op onder meer het Telemarkkanaal tussen Notodden en Skien, 54 km

Het traject sloot aan op de volgende lijnen:
- Sørlandsbanen
- Bratsbergbanen

## Aansluitingen
In de volgende plaatsen was of is er een aansluiting van de volgende spoorwegmaatschappijen:

### Tinnoset
- veerboot tussen Mæl en Tinnoset

### Notodden
- veerboot tussen Notodden en Skien

### Hjuksebø
- Sørlandsbanen, spoorlijn tussen Stavanger en Olslo S
- Bratsbergbanen, spoorlijn tussen Eikonrød en Nordagutu

## Elektrische tractie
Het traject werd op 11 juli 1911 geëlektrificeerd met een spanning van 15.000 volt 16 2/3 Hz wisselstroom.